# خوزيه آبرو
خوزيه آبرو (بالاسبانية:José Antonio Abreu) (ولد بمدينة فاليرا (فنزويلا) في 7 مايو عام 1939، وتوفي في 24 مارس 2018) هو فنزويلي صاحب أوركسترا وعازف بيانو واقتصاديًا ومعلمًا وناشطًا وسياسيًا اشتهر بعلاقته مع السينما. ينحدر من عائلة موسيقية، فجده أسس أوركسترا في إيطاليا، وجدته كانت شغوفة بالأوركسترا. وكانت والدة آبرو تعزف على البيانو، كما كان والده عازفا على الغيتار.

## حياته العلمية و العملية
درس الموسيقى في بداية حياته، ولكنه انتقل إلى كاراكاس لدراسة الاقتصاد، من أجل الحصول على عمل يعيش منه وعائلته. كذلك، عمل خبيرا اقتصاديا لدى الحكومة، كما كان نائبا احتياطيا في البرلمان عام 1960.

## وفاته
توفي يوم السبت 24 مارس 2018 .أعلنت فنزويلا الحداد ثلاثة أيام على وفاة الفنان والناشط الاجتماعي، خوزيه آبرو، وعمره 78 عاما، قضى أغلبها في مساعدة أطفال الأحياء الفقيرة في بلاده ومنحهم فرص النجاح وتحقيق حياة كريمة.

## وصلات خارجية
- خوزيه آبرو على موقع مونزينجر (الألمانية)
- خوزيه آبرو على موقع ميوزك برينز (الإنجليزية)
- خوزيه آبرو على موقع أول ميوزيك (الإنجليزية)

- (بي بي سي): خوزيه آبرو: وفاة الفنان الذي كان يحارب الفقر بالموسيقى في فنزويلا